# ルペ・マデラ
ルペ・マデラ（Lupe Madera、1952年12月17日 - 2005年12月3日）は、メキシコの男性プロボクサー。ユカタン州ソトゥタ出身。元WBA世界ライトフライ級王者。

## 来歴
1972年にプロ転向。
1982年4月4日、WBAライトフライ級王者渡嘉敷勝男に挑戦するも、1-2の判定で王座奪取ならず。
1983年4月10日、渡嘉敷と再戦するも、引き分けで王座奪取ならず。3か月後の7月10日に3度目の対戦となり、4ラウンド終了後TKO勝ちして王座獲得を果たした。3か月後の10月23日に4度目の対戦となり、判定勝ちで防衛に成功した。
1984年5月19日、フランシスコ・キロスにKO負けして王座から陥落。この試合を最後に引退した。
マデラはチャンピオンとなる前には、ミゲル・カントやグティ・エスパダス等のメキシコ人ボクサーのスパーリングパートナーを務めていた。
2005年12月3日、死亡。52歳没。